# Oostermoer Noordenveld
Oostermoer Noordenveld is een eenmaal per week verschijnend nieuwsblad in de gemeente Tynaarlo. De krant verschijnt als abonneekrant en als huis-aan-huisblad op maandag en donderdag.
De krant heeft in 2013 een oplage van 19.500 exemplaren in combinatie met de huis-aan-huis versie Oostermoer. De uitgever is Unimax-Hertz dat evenals de redactie is gevestigd in Zuidlaren. 
De krant wordt gedruk door het bedrijf Noordpers uit Uithuizen die in Groningen ook de abonneekrant Ommelander Courant uitgeeft. Verder heeft Noordpers huis-aan-huisbladen in de provincie Groningen en in het noorden, midden en zuidoosten van de provincie Drenthe.